# Bainobaude
Bainobaude (lingua latina: Bainobaudes) è il nome di due ufficiali dell'esercito romano alla metà del IV secolo.

## Tribuno degliScutarii
Bainobaude era tribuno degli Scutarii, una schola palatina (guardia imperiale).
Nel 354 fu inviato dall'imperatore romano Costanzo II a Costantinopoli, con lo scopo di controllare il cesare d'Oriente Costanzo Gallo, che Costanzo sospettava di tradimento e che venne poi convocato alla corte di Milano e giustiziato.
In seguito Costanzo nominò cesare d'Occidente il fratellastro di Gallo, Giuliano, e gli Scutarii vennero aggregati al suo esercito, col compito di partecipare alle sue campagne contro le tribù germaniche; Giuliano, però, era in contrasto con uno degli ufficiali formalmente sotto il suo comando, Barbazione, che aveva il comando effettivo delle truppe. Nel 357 un tribuno di Barbazione, Cella, impedì Bainobaude e al tribuno Valentiniano (futuro imperatore) di attaccare gli Alamanni che tornavano da una razzia in territorio romano: Barbazione fece un falso rapporto all'imperatore Costanzo II, addossando la colpa del mancato intervento a Valentiniano e Bainobaude, che furono congedati e mandati a casa.

## Tribuno deiCornuti
Bainobaude, di origine franca, era tribuno dei Cornuti, una auxilia palatina (truppa ausiliaria scelta).
Nel 357 era in Gallia, sotto il comando del cesare Giuliano. Durante questa campagna si distinse per la cattura di alcune isole, strappata agli Alamanni; sotto il suo comando, alcuni ausiliarii armati alla leggera attraversarono il fiume, a nuoto e aiutandosi con gli scudi, raggiungendo un'isola dove si trovavano i nemici, che si credevano al sicuro, e massacrandoli senza riguardo né per l'età, né per il sesso; poi ritornarono nel fiume e passarono ad un'altra isola, dove ripeterono il massacro; infine, quando furono stanchi di uccidere, tornarono al proprio esercito carichi di bottino.
Fu uno dei quattro tribuni a morire nella battaglia di Strasburgo.

### Fonti primarie
- Ammiano Marcellino, Rerum Gestarum Libri XXXI

### Fonti secondarie
- Jones, Arnold Hugh Martin, John Robert Martindale, John Morris, The Prosopography of the Later Roman Empire, Cambridge University Press, 1992, ISBN 0-521-07233-6, p. 145.